# Jacopo Paolini
Jacopo Paolini, talvolta riportato come Pavolini o Pagolini (Castelfiorentino, ... – XVI secolo), è stato uno scultore italiano, specializzato nell'intaglio del legno.

## Biografia e opere
Jacopo Paolini è un artista italiano di cui le informazioni disponibili sono estremamente scarse. Sappiamo che suo padre si chiamava Battista e che ha lasciato un'impronta significativa nella cattedrale di Volterra con la sua opera principale.
L'opera di maggior rilievo di Jacopo Paolini è stata l'esecuzione del soffitto della navata mediana e del transetto della cattedrale di Volterra. Questo soffitto, progettato da Francesco Capriani, è stato abbellito con colori dorati da Fulvo della Tuccia. Il lavoro sul soffitto è stato completato nel corso di quattro anni, dal 1580 al 1584. Purtroppo, i soffitti delle navate laterali, anch'essi intagliati da Paolini, sono stati smontati nel corso del XIX secolo. Alcune parti di questi soffitti sono state successivamente esposte nel Museo di Arte Sacra di Volterra.
Nel 1593, Jacopo Paolini ha realizzato gli ornamenti lignei dell'organo della Collegiata di Empoli. Questo è uno dei pochi altri lavori documentati dell'artista.
Nonostante il suo contributo artistico alla cattedrale di Volterra e all'organo di Empoli, le informazioni su Jacopo Paolini sono estremamente limitate. Nel 1893, Vittorio Niccoli si interessò molto alla vita e all'attività di Paolini e sollecitò lo studio di questa figura da parte del presidente della Miscellanea Storica della Valdelsa. Tuttavia, a causa della scarsità di fonti disponibili, gli studi su Jacopo Paolini hanno prodotto risultati limitati.
In conclusione, Jacopo Paolini è un artista italiano di cui le notizie sono estremamente scarse. Le sue opere più importanti includono il soffitto della navata mediana e del transetto della cattedrale di Volterra e gli ornamenti dell'organo della Collegiata di Empoli. Purtroppo, la mancanza di fonti ha reso difficile una comprensione approfondita della sua vita e del suo lavoro.Estremamente scarse sono le notizie su Jacopo Paolini: sappiamo che suo padre si chiamava Battista e che la sua opera principale è stata l'esecuzione del soffitto della navata mediana e del transetto della cattedrale di Volterra, disegnato da Francesco Capriani e colorato in oro da Fulvo della Tuccia. Il soffitto venne completato in quattro anni, tra il 1580 e il 1584.
Jacopo Paolini intagliò anche i soffitti delle navate laterali, smontati però nel corso del XIX secolo ed esposti in parte nel Museo di Arte Sacra di Volterra.
Nel 1593 scolpì gli ornamenti lignei dell'organo della Collegiata di Empoli.
Vittorio Niccoli si mostrò molto interessato alla vita e all'attività di Jacopo Paolini, sollecitando nel 1893 l'allora presidente della Miscellanea Storica della Valdelsa a compiere studi su questa figura, portando alla pubblicazione di alcuni risultati purtroppo scarsi a causa delle poche fonti che si riuscì a reperire.